# Казанская история
Каза́нская исто́рия (также Исто́рия о Каза́нском ца́рстве, Казнский летопи́сец, По́весть о Каза́нском ца́рстве, Сказа́ние о ца́рстве Каза́нском) — историческая повесть, созданная в 1564—1566 гг. (по другой версии, между 1626 и 1640 гг.) и рассказывающая о завоевании Казани Иваном Грозным в 1552 году.
Изображает Ивана Грозного, «державнаго царя и великаго князя Иоанна Васильевича», суровым, но справедливым властителем, заботящимся об интересах своей страны («великия Росии»), и отрицательно отзывается о боярах и воеводах. Пользовалась, по-видимому, широкой популярностью, поскольку дошла до нашего времени в большом количестве списков (более 270). Впервые опубликована в 1791 году.

## Авторство

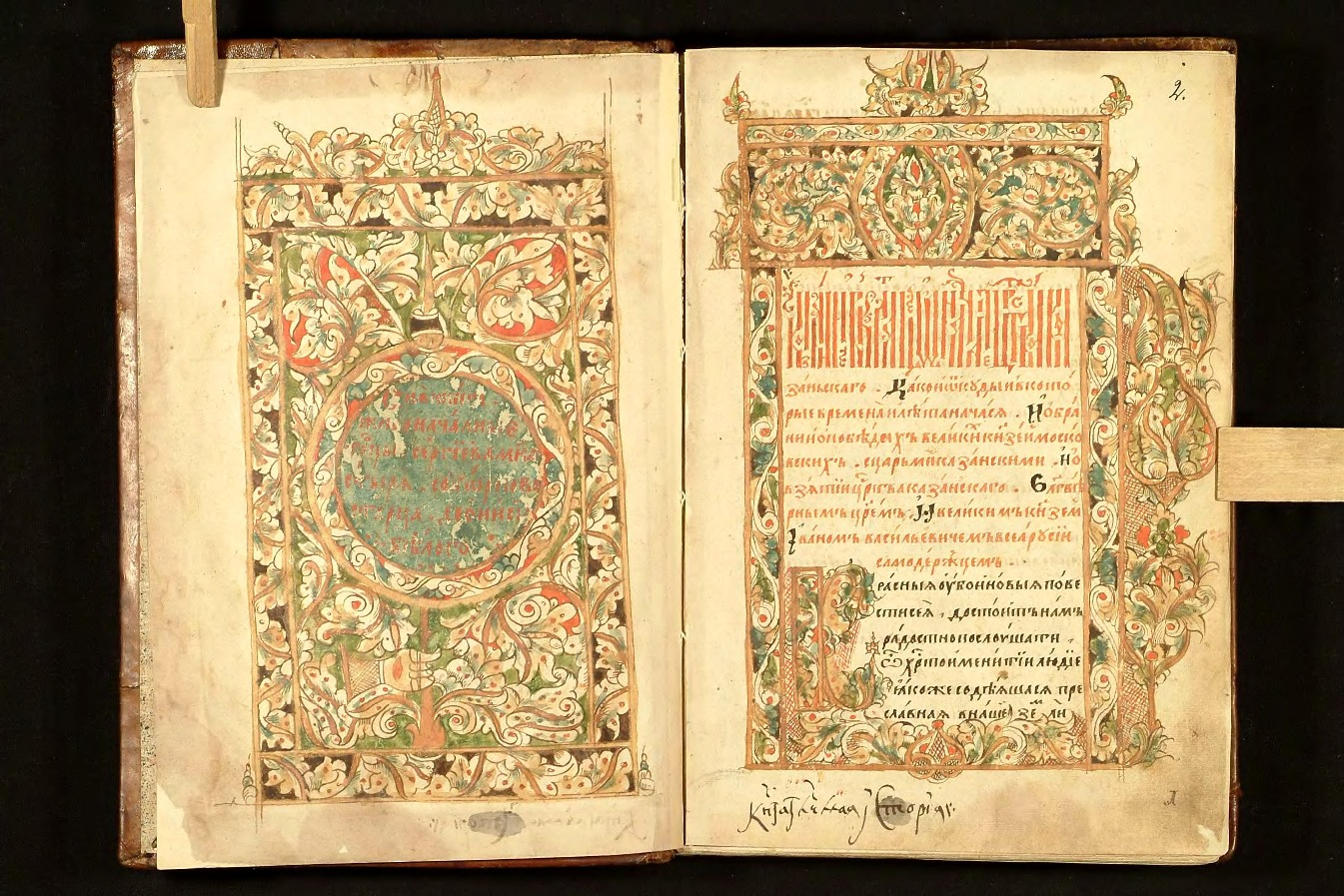
Титульный разворот Казанского летописца, сер. XVII в.

Автором Казанской истории указывается поп Иоанн Глазатый, который, по его собственным словам, пребывал в Казани в плену на протяжении 20 лет и был освобожден после завоевания ханства. На сегодняшний день сам факт существования такой исторической личности как Иоанн Глазатый подвергается сомнению некоторыми специалистами. Это обусловлено наличием большого количества фактических ошибок в описании географии и истории Казани, которые житель города вряд ли мог допустить.
Исследователь текста Казанской истории Г.Н. Моисеева указывает на вероятность наличия как минимум двух авторов книги. Первый писатель является автором первых 49 глав, а последующие написаны другим или другими авторами.

## Содержание Казанской истории
Русская земля простирается от Перми до половецких пределов и состоит из Киевской и Владимирской земель. Первым русским князем назван Владимир. Самым печальным событием русской истории названо пленение Русской земли Батыем-царём, который сравнивается с Навуходоносором. Его преемник, царь Саин (?), «на самой украине Руския земли» основал град Казань на месте, где раньше обитал «большой змей». В ту пору Русская земля находилась «под басурманским ярмом Золотой Орды». Разрушить единство Русской земли пытались новгородцы, но они были подчинены Иоанном Московским (Иваном III) «под работное его иго». Последним царём Золотой Орды был Ахмат. «Вторым Киевом» названа Москва — «третий новый Рим».
В Казани же образовалась «новая Орда». «Русь туземцы» были изгнаны оттуда, а новым населением края стала «болгарская чернь, псоглавцы самоеды и черемисы». После Саина Казанью правили «цари кровопийцы».
Первый русский поход на Казань возглавил князь Василий Дмитриевич (?). После край запустел на 30 лет и затем там воцарился беглый царь Улус-Ахмед.
Второй русский поход на Казань возглавил князь Иоанн Васильевич. После взятия города править там стал московский ставленник Махмет-Амин. Однако русские купцы недолго спокойно торговали в Казанской земле. В лето 7013-е от сотворения мира в день Иоанна Предтечи казанцы подняли антирусское восстание и перебили всех купцов с их семьями. Казанский царь напал на Нижний Новгород. Московский князь послал в Казань карательную экспедицию, которая потерпела неудачу. Под конец жизни Махмет-Амин покрылся язвами и умер. Новым казанским царём стал Шигалей, который проводил промосковскую политику. Однако его царствование закончилось очередным антирусским восстанием.
Затем последовал третий русский поход на Казань.
16 января лета 7055-го от сотворения мира великий князь Московский Иоанн стал самодержцем и царём «всеа великия Росии». Русская земля была в запустении. Сиверская и Рязанская земля страдали от набегов крымцев, а Низовая, Вятка и Пермь — от «казанцев». Иван Грозный вооружил армию огнестрельным оружием, сформировав подразделения «огненых стрелцовъ».

## Критика источника
Фактология источника подвергалась критике многими специалистами. Так, Сергей Соловьев называет его «мутным источником», а Дмитрий Иловайский считает, что он "изобилует домыслами" . Г.Н. Моисеева оценивает работу как "тенденциозный историко-художественный рассказ". Основной целью Казанской истории была апология взятия Казани и как источник она ценна в качестве источника истории внешнеполитической идеологии Русского государства. При этом в произведении присутствует не только публицистический, но и чисто художественный вымысел.